# Linia kolejowa nr 358
Linia kolejowa nr 358 – częściowo zelektryfikowana, jednotorowa, pierwszorzędna linia kolejowa (w km 0,477 – 44,998 znaczenia państwowego) w zachodniej Polsce (woj. lubuskie) o długości 94,734 km, łącząca stację Zbąszynek z dawnym przejściem granicznym Gubin-Guben.

## Historia
26 czerwca 1870 Märkisch-Posener Eisenbahn-Gesellschaft uruchomiło linię kolejową, stanowiącą bezpośrednie połączenie Poznania z Chociebużem. Do końca XIX wieku na trasie został zbudowany drugi tor. Po zajęciu Polski przez Niemców podczas II wojny światowej znaczenie szlaku znacznie się zwiększyło. W latach 1944–1945 szlak przemierzały długodystansowe pociągi z Królewca do Lipska i z Halle do Olsztyna. W 1945 r. ustalono nową granicę polsko-niemiecką na Odrze i Nysie. Od tego czasu cała trasa znajduje się na terytorium Polski i jest zarządzana przez Polskie Koleje Państwowe. Aby przyspieszyć rozwój Gubina zbudowano nową stację na północ od miasta.
6 października 2002 linią pomiędzy Czerwieńskiem a granicą Polski przejechał ostatni pociąg pasażerski i od tego czasu na tym odcinku kursują tylko pociągi towarowe. W 2006 r. podczas Międzynarodowych Wschodniobrandenburskich Rozmów Transportowych, których głównym tematem były perspektywy połączenia kolejowego między Berlinem a Zieloną Górą, debatowano na temat wznowienia połączeń do Guben; do wznowienia połączenia pasażerskiego nie doszło. 9 czerwca 2013 oddano do użytku łącznicę (linia nr 436 Czerwieńsk Południe – Czerwieńsk Wschód) pomiędzy linią nr 358 a linią Wrocław Główny – Szczecin Główny, umożliwiającą pociągom jadącym od strony Zbąszynka do Zielonej Góry ominięcie Czerwieńska. W ramach tej inwestycji wybudowano również dwa nowe posterunki odgałęźne – Czerwieńsk Wschód na linii nr 358 i Czerwieńsk Południe na linii nr 273 – oraz poprawiono stan linii na odcinku Czerwieńsk Wschód – Zbąszynek, podnosząc na nim prędkość z 80 km/h do 100 km/h. W marcu 2020 r. rozpoczął się remont 41-kilometrowego odcinka linii w celu umożliwienia jazdy pociągów między Zbąszynkiem a Czerwieńskiem z prędkością 120 km/h. Od 11 czerwca 2022 rozpoczęto obsługę sezonowych połączeń pasażerskich na odcinku Czerwieńsk – Gubin – Guben.

## Opis linii
- Kategoria linii: pierwszorzędna
- Klasa linii: C3[10]
- Liczba torów: 1
- Sposób wykorzystania: czynna
- Elektryfikacja: na odcinku Zbąszynek – Czerwieńsk
- Szerokość toru: normalnotorowa
- Przeznaczenie linii: czynna dla ruchu pasażerskiego i towarowego

| kilometraż | kilometraż | pociągi pasażerskie                         | autobusy szynowe i EZT                      | pociągi towarowe                            |
| od         | do         | Tor nieparzysty (kierunek: Granica Państwa) | Tor nieparzysty (kierunek: Granica Państwa) | Tor nieparzysty (kierunek: Granica Państwa) |
| -0,477     | 0,873      | 90                                          | 90                                          | 80                                          |
| 0,873      | 6,157      | 120                                         | 120                                         | 110                                         |
| 6,157      | 13,402     | 120                                         | 120                                         | 120                                         |
| 13,402     | 14,024     | 120                                         | 120                                         | 110                                         |
| 14,024     | 43,197     | 120                                         | 120                                         | 120                                         |
| 43,197     | 44,816     | 50                                          | 50                                          | 50                                          |
| 44,816     | 55,200     | 60                                          | 70                                          | 50                                          |
| 55,200     | 65,585     | 60                                          | 60                                          | 50                                          |
| 65,585     | 94,257     | 50                                          | 50                                          | 40                                          |

## Czas jazdy
Deklarowany czas przejazdu (dystans ok. 44 km) przedstawia się następująco (wg rozkładu jazdy 2014/2015):
- pociąg regio nr 87313 z Gorzowa Wielkopolskiego do Zielonej Góry na odcinku od Zbąszynka do Zielonej Góry przez tzw. Kolejową Obwodnicą Czerwieńska:

| Stacja    | Przyjazd | Odjazd | Czas postoju | Czas podróży |
| --------- | -------- | ------ | ------------ | ------------ |
| Zbąszynek | –        | 6:16   | –            | 0            |
| Sulechów  | 6:37     | 6:37   | 1 min        | 21 min       |
| Przylep   | 6:57     | –      | –            | 41 min       |